# Trogoderma variabile
Trogoderma variabile är en skalbaggsart som beskrevs av Ernst Ballion 1878. Trogoderma variabile ingår i släktet Trogoderma och familjen ängrar. Arten är reproducerande i Sverige. Inga underarter finns listade i Catalogue of Life.

## Bildgalleri

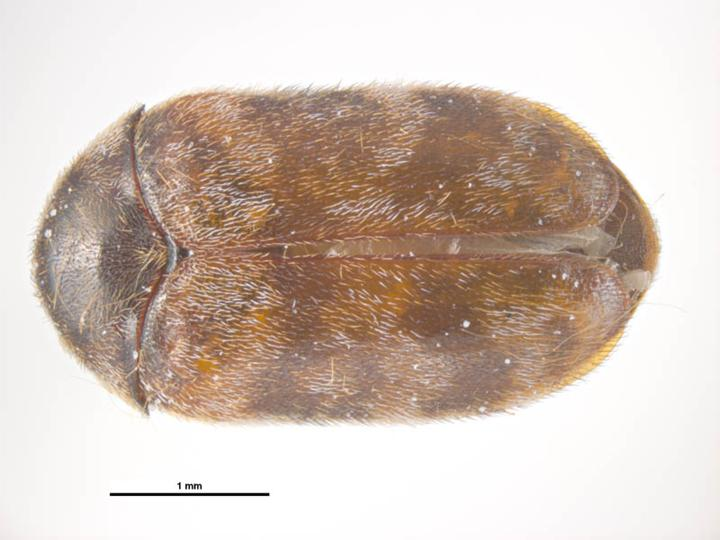